# 陰道炎
陰道炎（Vaginitis），又稱外陰陰道炎（vulvovaginitis），是陰道和外陰的發炎反應。症狀可能包括搔癢，灼熱，疼痛，異常分泌物和異味。某些類型的陰道炎可能會導致懷孕期間的併發症。
陰道炎的三個最主要的原因都是感染，特別是細菌性陰道病，陰道酵母菌感染和毛滴蟲病。其他原因包括對殺精子劑或肥皂等物質的過敏反應，或母乳哺餵期間及停經後而導致的雌激素水平降低。陰道炎可能同時存在多種不同原因，而常見原因會因年齡而異。
診斷通常包括檢查，測量pH值和分泌物培養。診斷時須排除會導致相同症狀的其他原因，如子宫颈炎、盆腔炎、癌症、異物和皮膚病。
治療方法取決於造成症狀產生的根本原因。感染應該得到治療。坐浴或可有助於症狀的改善。症狀產生時不應再使用肥皂和女性衛生用品，如噴霧劑。大約三分之一的女性在人生中的某個時間點會感染陰道炎。其中育齡婦女最常受到影響。

## 種類
常見的陰道炎有細菌性陰道炎、黴菌性陰道炎和滴蟲性陰道炎。在這幾種陰道炎中，細菌性陰道炎最為普遍。在美國針對孕婦的檢查發現，每年有超過一百萬的女性患有細菌性陰道炎

## 症狀
阴道炎临床上以白带的性状发生改变以及外阴瘙痒灼痛为主要临床特点，性交痛也常见，感染累及尿道时，可有尿痛、尿急等症状。

## 起因

### 感染
陰道炎是健康的陰道微生物群遭到破壞所引起。陰道微生物群，主要是由乳桿菌屬組成，其特性包含了不會引起感染，改善懷孕預後等。 健康的微生物群遭到破壞，可能會導致陰道酵母菌感染，任何一個年齡層的女性，都有可能得到陰道酵母菌的感染。最常見的陰道炎是由白色念珠菌所引起。 

## 診斷
1. 阴道分泌物中的ph值增高，ph范围5.0-5.5，而正常人为3.7-4.5。
2. 阴道分泌物呈灰白色，很黏稠，甚至像面糊状，均匀一致，但不是脓性分泌物，量多少不定。
3. 分泌物中胺含量特别高，故呈鱼腥味，性交时或活动后往往因促进胺释放而使气味加重，分泌物中加入10%氢氧化钾后也可释出胺味。
4. 阴道分泌物的湿涂片中可检出经线索细胞。上述四项标准中，具备三项以上者即可确诊，有强调第四项为必需诊断标准。